# Спецрозділи перекладу
Спецро́зділи пере́кладу — розділ перекладознавства, пов′язаний з узагальненням теоретичних знань і формуванням практичних навичок перекладу спеціальних текстів (науково-технічних, юридичних, суспільно-політичних, науково-популярних, релігійних, мистецьких тощо). Посідає важливе місце в розширенні лінгвістичної та соціокультурної компетенції майбутнього перекладача, у його підготовці до перекладу різностильових та різножанрових текстів.

## Особливості перекладацького процесу
Переклад — вид мовного посередництва, що забезпечує спілкування між людьми, які належать до різних культур і не володіють спільною мовою. Він детермінований особливостями вихідного тексту та лінгвоетнічним бар'єром як перешкодою, що заважає спілкуванню різномовних людей. У ході перекладу до уваги беруть стилістичні, методологічні, лінгвістичні, комунікативні, жанрові аспекти тексту оригіналу як представника іншої культури. Процес його перетворення у текст на іншій мові відбувається згідно з певними нормативними вимогами.

## Структура дисципліни
- Теоретичні та методологічні аспекти перекладу (принципи, норми, стратегії перекладацької діяльності; детермінанти перекладацьких дій; прагматико-комунікативні засади, типи й види перекладу, його соціально-теоретичний та національний характер, критерії та методи).
- Лінгвокомунікативні особливості перекладу (осмислення факторів контексту; питання відповідності одиниць, формальної й динамічної еквівалентності, відповідності).
- Переклад текстів різних жанрів та стилів (особливості композиції, стильової маркованості та частотності мовних / мовленнєвих одиниць; оформлення перекладних текстів згідно з вимогами та нормами цільової мови, користування спеціальними словниками та довідковою літературою).
- Культурні аспекти перекладу (відтворення реалій, прагматичних особливостей першотвору; способи подолання лінгвоетнічного бар'єра та шляхи відтворення культурного колориту першотвору цільовою мовою; переклад професійних підмов у межах галузевих культур).

## Зв'язок з іншими дисциплінами
«Спецрозділи перекладу» як перекладознавча наука спирається на порівняльне мовознавство, теорію комунікації та інформації, соціальну варіативність мов, пов'язується з минулим досвідом перекладачів, використовує його у розробленні нагальних питань теоретичної та практичної орієнтації, фокусуючи особливу увагу на аспектному та текстовому підходах до письмового й усного перекладу.